# Prato di Giovellina
Prato di Giovellina (in francese Prato-di-Giovellina, in corso U Pratu di Ghjuvellina) è un comune francese di 52 abitanti situato nel dipartimento dell'Alta Corsica nella regione della Corsica.
Il comune comprende tre centri abitati: Prato Mezzo (capoluogo), Prato Soprano e Casanova.

## Società

### Evoluzione demografica
Abitanti censiti